# Pat Myne
Pat Myne, ursprungligen Bartholomew James Clifford, född 12 september 1966 i Los Angeles, är en amerikansk regissör och före detta skådespelare inom pornografisk film. Han var verksam som skådespelare åren 1997–2018, och han inledde sin verksamhet som regissör 1992.

## Karriär
I branschdatabasen IAFd har han fram till mars 2023 noterats som regissör vid 542 inspelningar. Där har han genom åren främst arbetat för bolagen bolagen 3rd Degree åren 2004–2014 och Zero Tolerance 2003–2014 (båda bolagen numera ägda av kanadensiska Gamma Entertainment), Metro 2000–2009, Evil Angel 2019– och dess avknoppade verksamhet Elegant Angel 2001–2021.
Under sin aktiva karriär som skådespelare medverkade han i 1193 videoproduktioner. Förutom ovanstående bolag syntes han ofta i produktioner hos bolag som Sin City 1997–2007, Vivid 1998–2009, Zane Entertainment 1999–2001, VCA 1999–2005, Wicked 1999–2011, Devil's Film 2001–2005 och Kick Ass Pictures 2001–2010.
Under karriären har han även verkat under artistnamnen Pat Mync, Pat Lamyne, Danny Case och Bart Myne. Danny Case har varit hans artistnamn som regissör.
2011 valdes han in i AVN Hall of Fame. Dessförinnan hade han bland annat fått fem nomineringar till 2003 års AVN-gala (två vinster) och 2004 års Nightmoves Award som bästa regissör.

## Privatliv

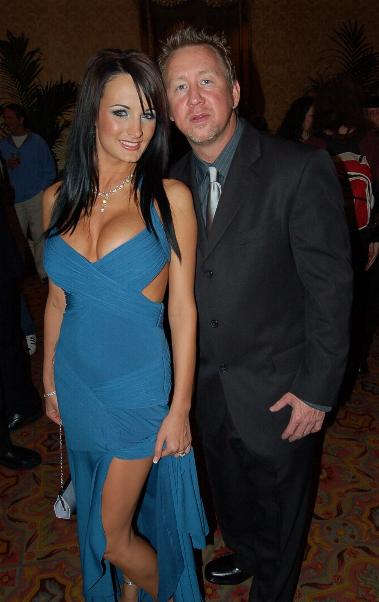
Pat Myne med dåvarande hustrun Alektra Blue, 2006.

Han har varit gift med ett antal kvinnliga kollegor inom porrfilmsbranschen: 1997–2001 med Shelbee Myne, 2003–2005 med Stormy Daniels, 2007–2010 med Alektra Blue och från 2013 med Laura Liz.
Myne ägnar stor del av sin fritid åt sitt motorcykelintresse.

## Utmärkelser (urval)
- 2000: AVN Award – Best Group Sex Scene, Film (Nothing to Hide 3 & 4; med Wendi Knight, Brandon Iron och Michael J. Cox)
- 2003: AVN Award – Best Group Sex Scene, Video (Assficianado; med Angel Long och Jay Ashley)
- 2004: NightMoves Award – Best Director (Editor's Choice)